# Gynoplistia (Gynoplistia) bidentata purpurea
Gynoplistia (Gynoplistia) bidentata purpurea is een ondersoort van de tweevleugelige Gynoplistia (Gynoplistia) bidentata uit de familie steltmuggen (Limoniidae). De ondersoort komt voor in het Australaziatisch gebied.